# Let It Come Down
Let It Come Down es el primer y único disco en solitario de James Iha, publicado en 1998, mientras Iha seguía siendo miembro de The Smashing Pumpkins, antes del lanzamiento de Adore. Iha tomó un giro más acústico y country en comparación con las canciones que contribuyó a los Pumpkins.
«Be Strong Now» fue lanzado como sencillo, junto con caras B «Falling», «My Advice» y «Take Care».

## Listado de canciones
1. «Be Strong Now» - 2:50
2. «Sound of Love» - 3:56
3. «Beauty» - 3:44
4. «See the Sun» - 3:59
5. «Country Girl» - 3:01
6. «Jealousy» - 3:26
7. «Lover, Lover» - 3:21
8. «Silver String» - 3:53
9. «Winter» - 4:25
10. «One and Two» - 3:31
11. «No One's Gonna Hurt You» - 4:12

Una pista adicional «My Advice» (3:15) está incluida en la versión japonesa después de la última canción «No One's Gonna Hurt You».

## Personal
- James Iha - voz, guitarras acústicas y eléctricas, bajo, producción.
- Matt Walker - batería y percusión
- Solomon Snyder - bajo
- Neal Casal - guitarra eléctrica
- Greg Leisz - guitarra eléctrica, bajo en "Lover, Lover"
- Adam Schlesinger - piano, bajo en "country girl"
- John Ginty - órgano, piano
- Curt Bisquera - percusión
- Eric Remschneider - violonchelo
- James Sanders - violín
- Stacia Spencer - violín en "silver string"
- Jim Goodwin - saxofón en "Jealousy"
- Ralph Rickert - trompeta en "Jealousy"
- D'arcy Wretzky - coros en "One and Two"
- Nina Gordon - coros en "Beauty"
- Tonya Lamm and Shawn Barton - coros en "No One's Gonna Hurt You" y Country Girl"

- Datos: Q1423282